# 1. Gardepanzerarmee
Die 1. Gardepanzerarmee, auch 1. Garde-Panzerarmee, (kurz: 1. GPA; russisch 1-я гвардейская танковая армия) ist ein Großverband der Russischen Armee, der erstmals im Zweiten Weltkrieg als Teil der Roten Armee aufgestellt wurde. Er wurde 1998 zunächst aufgelöst und ab 2016 erneut aufgestellt.

## Zweiter Weltkrieg

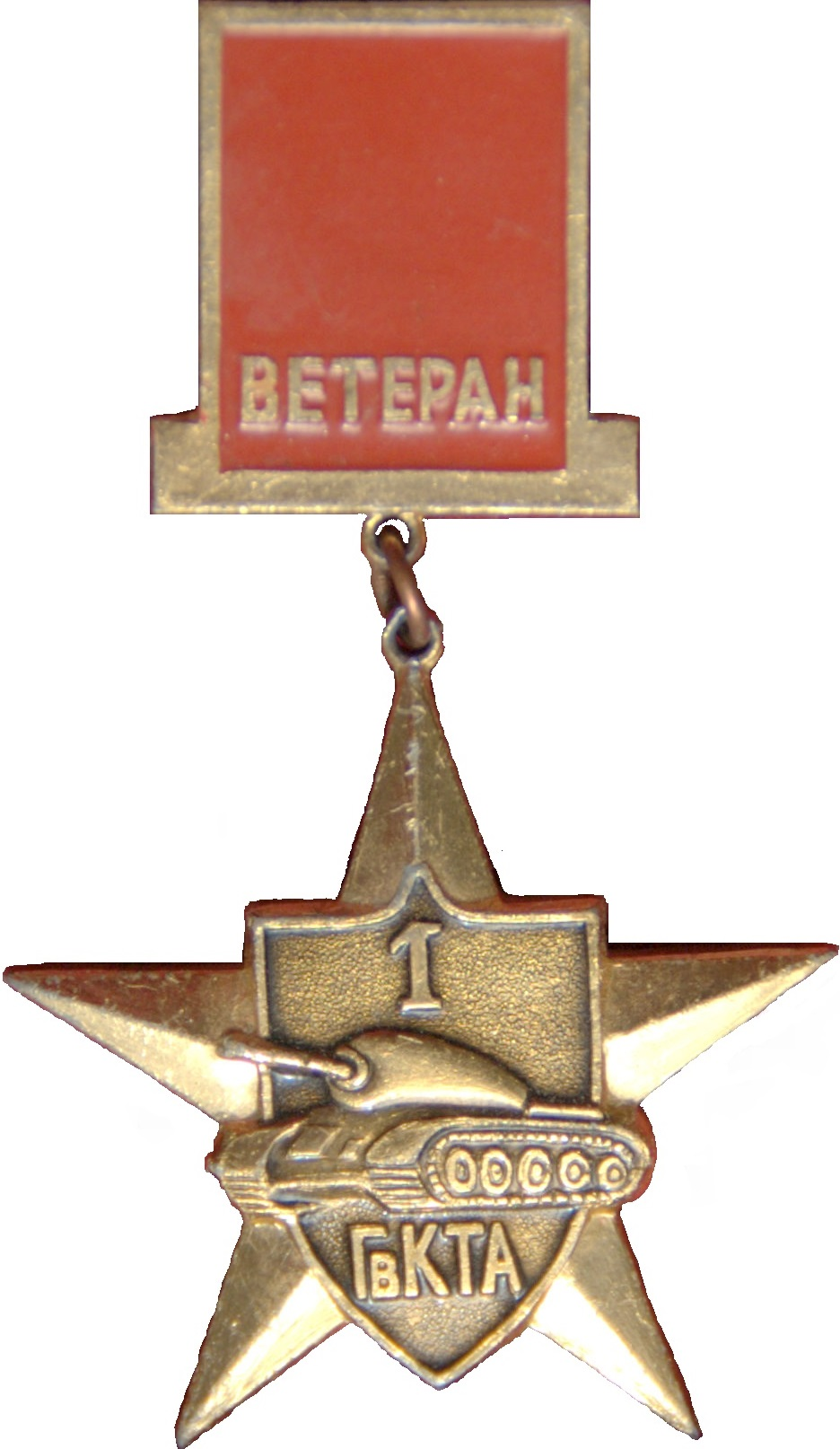
Verbandsabzeichen für «Veteranen 1. GPA»

Die vormals 1. Panzerarmee wurde am 25. April 1944 als Auszeichnung in die Garde der Roten Armee aufgenommen. Dabei erfolgte die Umbenennung in 1. Gardepanzerarmee mit gleichzeitiger teilweiser Umgliederung. Die Verbände und Truppenteile der 1. Gardepanzerarmee hatten den Gardetitel teilweise schon früher erhalten.
Im Bestand der 1. Ukrainischen Front nahm die 1. Gardepanzerarmee im Sommer und Herbst 1944 an der Lwiw-Sandomierz-Operation 1944 teil und kämpfte in den Weichselbrückenköpfen südlich Warschaus. Als Teil der 1. Weißrussischen Front stieß die 1. Gardepanzerarmee in der Weichsel-Oder-Operation aus dem Brückenkopf Magnuszew über Łódź und Posen bis zur Oder vor. Verlegt in den Raum nördlich Gorzów Wielkopolski nahm die 1. Gardepanzerarmee an der Ostpommern-Operation teil. Über Kolberg und Kammin wurde die Ostseeküste erreicht. Im Bestand der 2. Weißrussischen Front kämpfte die 1. Gardepanzerarmee weiter in Richtung Stolp-Lauenburg und erreichte die Danziger Bucht bei Gdingen, das erobert wurde. Danach kehrte die 1. Gardepanzerarmee wieder zur 1. Weißrussischen Front zurück und nahm an der Berliner Operation teil.
Armeegliederung am 16. April 1945
- 8. Garde–Mechanisiertes Korps – Generalmajor Iwan Fjodorowitsch Drjomow
  - 19., 20., 21. Garde-mechanisierte Brigade
  - 1. Garde-Panzerbrigade
- 11. Garde-Panzerkorps – Oberst Hamasasp Chatschaturowitsch Babadschanjan
  - 40., 44. und 45. Garde-Panzerbrigade
  - 27. Garde-mechanisierte Brigade
  - 64. Garde Panzerbrigade
- 11. Panzerkorps – Generalmajor Iwan Iwanowitsch Juschuk
  - 20., 36., 65. Panzerbrigade
  - 12. motorisierte Schützenbrigade
  - 7. Garde-Panzerbrigade

Aus dem Raum der Seelower Höhen wurde in Richtung Müncheberg/Erkner die Stadt Berlin südlich umgangen und dann eingeschwenkt, um über Adlershof-Bohnsdorf an der Wilhelmstraße entlang ins Stadtzentrum Berlins vorzustoßen.

## Befehlshaber
1. Katukow, Michail Efimowitsch – Garde GenO, 1943–1947
2. Below, Jeftichin Jemeljanowitsch – Garde GenLt, 1947–1951
3. Goworunenko, Pjotr Dmitrijewitsch – Garde GenLt, 1951–1953
4. Jakubowski, Iwan Ignatjewitsch – Garde GenLt, 1953–1957
5. Tolubko, Wladimir Fjodorowitsch – Garde GenMaj, 1957–1958
6. Uchow, Wladimir Dmitrijewitsch – Garde GenMaj, 1958–1961
7. Iwanowski, Jewgeni Filippowitsch – Garde GenMaj, 1961–1964
8. Koschanow, Konstantin Grigorjewitsch – Garde GenLt, 1964–1968
9. Gerassimow, Iwan Alexandrowitsch – Garde GenLt, 1968–1971
10. Luschew, Pjotr Georgijewitsch – Garde GenLt, 1971–1973
11. Snetkow, Boris Wassiljewitsch – Garde GenLt, 1973–1975
12. Popow, Nikolai Iwanowitsch – Garde GenLt, 1975–1979
13. Sawotschkin, Roman Michailowitsch – Garde GenLt, 1979–1981
14. Ossipow, Wladimir Wassiljewitsch – Garde GenLt, 1981–1983
15. Schein, Boris Petrowitsch – Garde GenLt, 1983–1986
16. Tschernyschow, Anatoli Kuprijanowitsch – Garde GenLt, 1986–1990
17. Kolyschkin, Gennadi Andrejewitsch – Garde GenLt, 1990–1992
18. Schewzow, Leonti Pawlowitsch – Garde GenLt, 1992–1993
19. Sossedow, Wassili Petrowitsch – Garde GenLt, 1993–1995
20. Roschtschin, Wiktor Michailowitsch – Garde GenLt, 1995–1999
21. N.N. – , 2000–2013
22. Tschaiko, Alexander Jurjewitsch – Garde GenLt, 2014-….

## Kalter Krieg
Von 1945 bis 1993 bildete die 1. Gardepanzerarmee einen Teil der Gruppe der Sowjetischen Streitkräfte in Deutschland bzw. Westgruppe der Truppen und war in und um Dresden stationiert. Ihr Stab saß zuerst in Radebeul bei Dresden, später in der Dresdner Albertstadt. Der erste Nachkriegs-Befehlshaber war Generalleutnant Schalin. Die Armee wurde bis 1993 in den Raum Smolensk abgezogen und 1998 aufgelöst.
Die 1. Gardepanzerarmee hatte 1991 folgenden Bestand (11. GPD und 20. GMSD unvollständig):

### Direktunterstellte
| Bezeichnung             | Bezeichnung                                                                                 | Bezeichnung                                                                                 | Standort                                        | Tarnname           | Truppen-№ | Bemerkung                                            |
| ----------------------- | ------------------------------------------------------------------------------------------- | ------------------------------------------------------------------------------------------- | ----------------------------------------------- | ------------------ | --------- | ---------------------------------------------------- |
| Hauptquartier der Armee | Hauptquartier der Armee                                                                     | Hauptquartier der Armee                                                                     | Dresden (Lage) Liegenschaft Albertstadt-Kaserne | «Lira»             | 08608     | auch Stab der Armee                                  |
|                         | 234. Selbständiges Wach- und Sicherstellungsbataillon                                       |                                                                                             | Dresden (Lage) Liegenschaft Albertstadt-Kaserne |                    |           |                                                      |
|                         | 602. Selbständige Speznas-Aufklärungskompanie                                               | 602. Selbständige Speznas-Aufklärungskompanie                                               | Dresden (Lage) Liegenschaft Albertstadt-Kaserne |                    | 33811     | im Sinne von Fernspähkräfte (aktiv)                  |
|                         | 1044. Selbständiges Luftsturmbataillon                                                      | 1044. Selbständiges Luftsturmbataillon                                                      | Königsbrück                                     | «Jefedin»          | 47518     | bis 1990                                             |
|                         | 147. Selbständiges Garde-Panzerregiment                                                     | 147. Selbständiges Garde-Panzerregiment                                                     | Plauen                                          | «Niski»            | 93259     | bis 1989, dann Umformierung zum 734. MSR             |
|                         | 101. Selbständiges Panzer-Ausbildungsregiment                                               | 101. Selbständiges Panzer-Ausbildungsregiment                                               | Dresden                                         | «Fljus»            | 86747     | im Sinne von Lehrregiment                            |
|                         | 181. Garde-Raketenbrigade                                                                   | 181. Garde-Raketenbrigade                                                                   | Kochstedt (Lage)                                |                    |           | TR «R-17» (Elbrus)                                   |
|                         | 432. Raketenbrigade                                                                         | 432. Raketenbrigade                                                                         | Wurzen (Lage)                                   |                    |           |                                                      |
|                         | 53. Flugabwehr-Raketenbrigade                                                               | 53. Flugabwehr-Raketenbrigade                                                               | Altenburg (Lage)                                |                    |           |                                                      |
|                         | 308. Artilleriebrigade                                                                      | 308. Artilleriebrigade                                                                      | Zeithain (Lage)                                 | «Tekstilschtschik» | 25526     | 72×2S5, 6×PRP-3, 6×1 W18, 2xR-145BM, 1xR156 2xBTR-60 |
|                         | 154. Selbständige Panzerabwehrabteilung                                                     |                                                                                             |                                                 |                    |           |                                                      |
|                         | 225. Selbständiges Kampfhubschrauberregiment                                                | 225. Selbständiges Kampfhubschrauberregiment                                                | Allstedt                                        |                    |           | 40×Mi-24, 9×Mi-8, Abzug nach Rjasan                  |
|                         | 485. Selbständiges Kampfhubschrauberregiment                                                | 485. Selbständiges Kampfhubschrauberregiment                                                | Brandis                                         |                    |           | 40×Mi-24,8×Mi-8,                                     |
|                         | 6. Selbständige Hubschrauberstaffel                                                         | 6. Selbständige Hubschrauberstaffel                                                         | Dresden-Hellerberge                             |                    |           | 6×Mi-8, 2×Mi-6, 2×Mi-24K, 2×Mi-24R                   |
|                         | 269. Selbständige Drohnenstaffel                                                            | 269. Selbständige Drohnenstaffel                                                            | Brandis                                         | «Optika»           | 38676     |                                                      |
|                         | 443. Selbständiges Pionierbrigade                                                           |                                                                                             |                                                 |                    |           |                                                      |
|                         | 68. Selbständiges Pontonbrücken-Regiment                                                    | 68. Selbständiges Pontonbrücken-Regiment                                                    | Dresden (Lage)                                  |                    |           |                                                      |
|                         | 6. Selbständiges Bugsierboot-Pionierbataillon                                               |                                                                                             |                                                 |                    |           |                                                      |
|                         | 3. Selbständiges Garde-Fernmelderegiment                                                    | 3. Selbständiges Garde-Fernmelderegiment                                                    | Dresden                                         |                    | 46678     |                                                      |
|                         | 829. Richtfunk – Kabelbataillon                                                             | 829. Richtfunk – Kabelbataillon                                                             | Meißen                                          | «Proba»            | 75235     |                                                      |
|                         | - 253. Selbständiges Funktechnisches Regiment - 51. Selbständiges Funktechnisches Bataillon | - 253. Selbständiges Funktechnisches Regiment - 51. Selbständiges Funktechnisches Bataillon | Merseburg                                       |                    |           | im Sinne von Radar- oder Einsatzführungsdienst       |
|                         |                                                                                             | Funktechnischer Posten 411                                                                  | Wachstedt                                       |                    |           |                                                      |
|                         |                                                                                             | Funktechnischer Posten 412                                                                  | Geba                                            |                    |           |                                                      |
|                         |                                                                                             | Funktechnischer Posten 413                                                                  | Eckardtshausen                                  |                    |           |                                                      |
|                         |                                                                                             | Funktechnischer Posten 722                                                                  | Steinheid                                       |                    |           | Kieferle                                             |
|                         |                                                                                             | Funktechnischer Posten 7211                                                                 | Stelzen (Siegmundsburg)                         |                    |           | Bleßberg auch: Abgesetzter FuT Posten                |
|                         |                                                                                             | Funktechnischer Posten 723                                                                  | Schöneck                                        |                    |           |                                                      |
|                         |                                                                                             | Funktechnischer Posten 733                                                                  | Alperstedt                                      |                    |           |                                                      |
|                         | 106. Selbständiges EloKa-Bataillon                                                          | 106. Selbständiges EloKa-Bataillon                                                          | Merseburg                                       |                    |           |                                                      |
|                         | 595. Selbständiges Bataillon Chemische Abwehr                                               | 595. Selbständiges Bataillon Chemische Abwehr                                               | Chemnitz                                        |                    |           | 12 × K-611                                           |
|                         | 41. Logistikbrigade                                                                         | 41. Logistikbrigade                                                                         | Dresden                                         |                    | 05091     |                                                      |
|                         | 303. Selbständiges Reparatur- und Instandsetzungsbataillon                                  |                                                                                             |                                                 |                    |           |                                                      |
|                         | 338. Selbständiges Reparatur- und Instandsetzungsbataillon                                  |                                                                                             |                                                 |                    |           |                                                      |
|                         | 338. Selbständiges Reparatur- und Instandsetzungsbataillon                                  |                                                                                             |                                                 |                    |           |                                                      |
|                         | Vokal- und Tanz-Ensemble                                                                    | Vokal- und Tanz-Ensemble                                                                    | Dresden                                         |                    | 15337     |                                                      |

### 9. Panzerdivision
| Bezeichnung | Bezeichnung       | Bezeichnung                                               | Standort        | Tarnname    | Truppen-№ | Bemerkung                                                                |
| --- | ----------------- | --------------------------------------------------------- | --------------- | ----------- | --------- | ------------------------------------------------------------------------ |
| | 9. Panzerdivision | 9. Panzerdivision                                         |                 |             |           | Führung der Division 7xBTR-80, 8xBTR-60, 1xPRP-3, 1xR-145BM, 1xR-156xBTR |
| | Stab 9. PD        | Stab 9. PD                                                | Riesa (Lage)    | «Strelka»   | 60990     | Führung der Division 7xBTR-80, 8xBTR-60, 1xPRP-3, 1xR-145BM, 1xR-156xBTR |
| |                   | 1. Garde-Panzerregiment                                   | Zeithain (Lage) |             | 58846     |                                                                          |
| |                   | 70. Garde-Panzerregiment                                  | Zeithain (Lage) | «Scharowoi» | 60513     | 1992 Abzug nach Smolensk                                                 |
| |                   | 302. MotSchützenregiment                                  | Riesa (Lage)    | «Plaschka»  | 52262     |                                                                          |
| |                   | 1321. MotSchützenregiment                                 | Zeithain (Lage) | «Scharowan» | 58639     |                                                                          |
| |                   | 96. Garde-Panzer-Artillerieregiment                       | Borna (Lage)    |             | 67749     | auch SFL-Artillerieregiment                                              |
| |                   | 216. Flugabwehr-Raketenregiment                           | Zeithain (Lage) |             | 11458     |                                                                          |
| |                   | 13. Selbständiges Aufklärungsbataillon                    | Zeithain (Lage) |             | 47442     |                                                                          |
| |                   | 696. Selbständiges Fernmeldebataillon                     | Riesa (Lage)    |             | 47364     |                                                                          |
| |                   | 109. Selbständiges Pionierbataillon                       | Oschatz (Lage)  |             | 10885     |                                                                          |
| |                   | 112. Selbständiges Bataillon Chemische Abwehr             | Riesa (Lage)    |             | 25478     |                                                                          |
| |                   | 1017. Selbständiges Logistik-Bataillon                    | Oschatz (Lage)  |             | 47314     |                                                                          |
| |                   | 68. Selbständiges Reparatur- und Instandsetzungsbataillon | Zeithain (Lage) |             | 92016     |                                                                          |
| |                   | 200. Selbständiges Sanitätsbataillon                      | Riesa (Lage)    |             | 58818     |                                                                          |
| Gesamtbestand, Ende 1990 Kampfpanzer T-80 = 238; Schützenpanzer BMP = 343 (BMP-2 = 271, BMP-1 = 143, BRM-1K = 29); Mannschaftstransporter gepanzert BTR = 24 (BTR-70 = 10, BTR-60 = 14); Panzerartillerie SAU = 126 (2S1 «Gwosdika» =72, 2S3 «Akazija» = 54); Minenwerfer 2S2 «Sani» = 36 (120 mm); Mehrfachraketenwerfer RSSO BM-21 «Grad» = 18 |                   |                                                           |                 |             |           |                                                                          |

### 11. GPD und 20. GMSD
| Einheit, Truppenteil, Verband | Einheit, Truppenteil, Verband        | Einheit, Truppenteil, Verband        | Standort               | Nutzung  | Nutzung        | Bemerkung |
| Einheit, Truppenteil, Verband | Einheit, Truppenteil, Verband        | Einheit, Truppenteil, Verband        | Standort               | bis 1945 | nach 1991–1994 | Bemerkung |
| 1                             | 1                                    | 1                                    | 2                      | 3        | 4              | 5         |
| ----------------------------- | ------------------------------------ | ------------------------------------ | ---------------------- | -------- | -------------- | --------- |
| 11. Garde-Panzerdivision      | 11. Garde-Panzerdivision             | 11. Garde-Panzerdivision             | Dresden (Lage)         |          |                |           |
|                               | 7. Garde-Panzerregiment              | 7. Garde-Panzerregiment              | Meißen (Lage)          |          |                |           |
|                               | 40. Garde-Panzerregiment             | 40. Garde-Panzerregiment             | Königsbrück (Lage)     |          |                |           |
|                               | 44. Garde-Panzerregiment             | 44. Garde-Panzerregiment             | Königsbrück (Lage)     |          |                |           |
|                               | 249. Garde-MotSchützenregiment       | 249. Garde-MotSchützenregiment       | Dresden-Nickern (Lage) |          |                |           |
|                               | 841. Garde-Panzer-Artillerieregiment | 841. Garde-Panzer-Artillerieregiment | Chemnitz (Lage)        |          |                |           |
|                               | 1018. Fla-Raketenregiment            | 1018. Fla-Raketenregiment            | Meißen (Lage)          |          |                |           |
| 20. Garde-MotSchützendivision | 20. Garde-MotSchützendivision        | 20. Garde-MotSchützendivision        | Grimma (Lage)          |          |                |           |
|                               | 29. Garde-MotSchützenregiment        | 29. Garde-MotSchützenregiment        | Plauen (Lage)          |          |                |           |
|                               | 67. Garde-MotSchützenregiment        | 67. Garde-MotSchützenregiment        | Grimma (Lage)          |          |                |           |
|                               | 242. Garde-MotSchützenregiment       | 242. Garde-MotSchützenregiment       | Wurzen                 |          |                |           |
|                               | 576. Garde-MotSchützenregiment       | 576. Garde-MotSchützenregiment       | Glauchau               |          |                |           |
|                               | 944. Garde-Panzer-Artillerieregiment | 944. Garde-Panzer-Artillerieregiment | Leisnig                |          |                |           |
|                               | 358. Fla-Raketenregiment             |                                      |                        |          |                |           |

Zum Zeitpunkt ihrer Auflösung 1998 umfasste sie die 11. Garde-Panzerdivision, die 9. Panzerdivision (beide mit T-80 ausgerüstet) und die 20. Garde-MotSchützendivision (mit BMP-Schützenpanzern).

## Wiederaufstellung der 1. Gardepanzerarmee
Medien meldeten 2015 den Beginn der Wiederaufstellung der 1. Gardepanzerarmee an der russischen Westgrenze und die Stationierung der 1. Panzerbrigade in Bogutschar (Gebiet Woronesch) als Stamm der 1. Gardepanzerarmee sowie 2016 die Aufstellung einer 2. Panzerdivision der 1. Gardepanzerarmee im Gebiet Tscheljabinsk. Das Hauptquartier der Garde-Panzerarmee ist in Odinzowo nahe Moskau. Ziel ist die Massierung hochmobiler Elite-Verbände als Armee für schnelle militärische Reaktionen. Laut Informationen des britischen Militärgeheimdienstes ist die 1. Gardepanzerarmee dem Militärbezirk „West“ zugeteilt und im Falle eines Krieges mit der NATO mit der Führung von Gegenoffensiven betraut.
Gliederung 2016
- 4. Garde-Panzerdivision „Kantemirowskaja“ (Hauptquartier: Naro-Fominsk, nahe Moskau)
- 2. motorisierte Gardeschützendivision „Tamanskaja“ (Hauptquartier: Moskau)
- je eine Panzer- und Infanteriebrigade (u. a. 6. Panzerbrigade, 27. Garde-MotSchützendivision „Sewastopol“)

## Angriff auf die Ukraine
2022 beteiligte sich die 1. Gardepanzerarmee am russischen Überfall auf die Ukraine. Sie überraschte westliche Fachleute durch ihren geringen Kampfwert. Wegen des fehlgeschlagenen Angriffs an der Nordostfront (Oblast Tschernihiw und Oblast Sumy) wurde ihr Kommandeur Generalleutnant Sergei Alexandrowitsch Kissel, der im April 2018 den Posten übernommen hatte, angeblich seiner Position enthoben und festgenommen. Laut Einschätzung des britischen Militärgeheimdienstes und dem britischen Thinktank Royal United Services Institute erlitt die 1. Gardepanzerarmee schwere Verluste im Zuge des russischen Überfalls auf die Ukraine. Diese seien aber nicht wieder aufgestockt worden. Im September 2022 musste sich die stark dezimierte 1. Gardepanzerarmee laut dem britischen Geheimdienst infolge der ukrainischen Gegenoffensive aus der Oblast Charkiw zurückziehen. Dabei wurden laut Institute for the Study of War einige Panzer der Armee zerstört. Große Mengen an qualitativ hochwertigen, zurückgelassenen Geräten wurden von den Ukrainern übernommen. Zurückgelassene Briefe, die den Ukrainern in die Hände fielen, dokumentieren eine geringe Kampfmoral von Teilen der 1. Gardepanzerarmee.